# TVmania
TVmania este un ghid TV din România, lansat în octombrie 1998 de trustul de presă elvețian Ringier.
Cu o medie de aproape 110.000 de exemplare vândute pe ediție în iunie 2007, TVmania era la acel moment nu doar cel mai vândut ghid TV din România, dar și una din primele 5 cele mai bine vândute reviste din România.
În anul 2002, Ringier a achiziționat revista Telemagazin care a fuzionat în același an cu TVmania.
În iunie 2007, grupul Ringier a vândut TVmania către trustul Heinrich Bauer, în cadrul unei operațiuni mai ample prin care a renunțat la un număr de douăsprezece ghiduri TV pe care le publica în Elveția, Republica Cehă, România și Slovacia.
În 2020, Ringier România a cumpărat revista TVmania de la compania germană Bauer.

## Premiile TVmania
Din anul 2001, revista TVmania organizează în fiecare an un sondaj pentru desemnarea celor mai buni prezentatori tv sau celor mai bune emisiuni din anul respectiv.

### Câștigătorii premiilor TVmania
| Cea mai bună emisiune de știri | Cea mai bună emisiune de divertisment | Cea mai bună emisiune-concurs    | Cel mai bun prezentator de știri | Cel mai bun realizator de talk-show | Cel mai bun comentator de sport | Cel mai bun star de divertisment | Cel mai sexi star TV | Cea mai sexi vedetă TV | Cea mai spectaculoasă ascensiune | Cel mai bun clip muzical |
| ------------------------------ | ------------------------------------- | -------------------------------- | -------------------------------- | ----------------------------------- | ------------------------------- | -------------------------------- | -------------------- | ---------------------- | -------------------------------- | ------------------------ |
| Observator, Antena 1           | Vacanța Mare, PRO TV                  | Vrei să fii miliardar?, Prima TV | Andreea Esca                     | Marius Tucă                         | Emil Grădinescu                 | Mugur Mihăescu                   | Mircea Radu          | Andreea Marin          | Virgil Ianțu                     | Vine o zi - Holograf     |

| Cea mai bună emisiune de știri | Cea mai bună emisiune de umor  | Cea mai bună emisiune-concurs    | Cea mai bună emisiune despre oameni obișnuiți | Cel mai bun prezentator de știri | Cel mai bun realizator de talk-show | Cel mai bun comentator de sport | Cea mai populară vedetă de divertisment | Cel mai sexi star TV | Cea mai sexi vedetă TV |
| ------------------------------ | ------------------------------ | -------------------------------- | --------------------------------------------- | -------------------------------- | ----------------------------------- | ------------------------------- | --------------------------------------- | -------------------- | ---------------------- |
| Observator, Antena 1           | Cronica Cârcotașilor, Prima TV | Vrei să fii miliardar?, Prima TV | Surprize, surprize, România 1                 | Andreea Esca                     | Marius Tucă                         | Emil Grădinescu                 | Teo Trandafir                           | Virgil Ianțu         | Monica Bârlădeanu      |

| Cea mai bună emisiune de știri | Cea mai bună emisiune de umor  | Cea mai bună emisiune-concurs    | Cea mai bună emisiune despre oameni obișnuiți | Cel mai bun talk-show      | Cel mai bun prezentator de știri | Cel mai bun comentator de sport | Cea mai populară vedetă de divertisment | Cel mai sexi star TV | Cea mai sexi vedetă TV |
| ------------------------------ | ------------------------------ | -------------------------------- | --------------------------------------------- | -------------------------- | -------------------------------- | ------------------------------- | --------------------------------------- | -------------------- | ---------------------- |
| Observator, Antena 1           | Cronica Cârcotașilor, Prima TV | Vrei să fii miliardar?, Prima TV | Surprize, surprize, România 1                 | Marius Tucă Show, Antena 1 | Andreea Esca                     | Emil Grădinescu                 | Teo Trandafir                           | Virgil Ianțu         | Monica Bârlădeanu      |

| Cea mai bună emisiune de știri | Cea mai bună emisiune de știri sportive | Cel mai reușit cuplu de prezentatori TV | Cel mai bun serial românesc         | Cea mai simpatică mămică | Cel mai reușit transfer TV | Cel mai bun debut în televiziune | Cel mai bun comentator de sport (Premiul Cristian Țopescu) | Cea mai populară vedetă TV | Cel mai sexi star TV | Cea mai sexi vedetă TV |
| ------------------------------ | --------------------------------------- | --------------------------------------- | ----------------------------------- | ------------------------ | -------------------------- | -------------------------------- | ---------------------------------------------------------- | -------------------------- | -------------------- | ---------------------- |
| Știrile PRO TV, PRO TV         | Știrile PRO TV, PRO TV                  | Șerban Huidu și Mihai Găinușă, Prima TV | Eu, tu, tăticu’ și tataie, Antena 1 | Teo Trandafir            | Lucian Mândruță, Antena 1  | Andreea Răducan                  | Radu Naum și Radu Banciu                                   | Teo Trandafir              | Mircea Radu          | Monica Bârlădeanu      |

| Cea mai bună emisiune de știri | Cel mai bun prezentator de știri sportive | Cel mai bun talk-show | Cel mai bun serial românesc | Cea mai bună emisiune de divertisment | Cea mai bună emisiune despre oameni obișnuiți | Cea mai spectaculoasă ascensiune a anului | Cel mai bun comentator de sport (Premiul Cristian Țopescu) | Cea mai populară vedetă TV | Cel mai sexi star TV | Cea mai sexi vedetă TV |
| ------------------------------ | ----------------------------------------- | --------------------- | --------------------------- | ------------------------------------- | --------------------------------------------- | ----------------------------------------- | ---------------------------------------------------------- | -------------------------- | -------------------- | ---------------------- |
| Știrile PRO TV, PRO TV         | Raluca Arvat, PRO TV                      | 100%, Realitatea TV   | Numai iubirea, Acasă TV     | Cronica Cârcotașilor, Prima TV        | Surprize, surprize, TVR 1                     | Robert Turcescu                           | Costi Mocanu, Felix Drăghici, Mihai Mironică, Vadim Vâjeu  | Teo Trandafir              | Mircea Radu          | Nicoleta Luciu         |

| Cea mai bună emisiune de știri | Cel mai bun realizator de talk-show | Cel mai bun serial românesc | Cea mai bună emisiune de divertisment | Cea mai bună emisiune despre oameni obișnuiți | Cea mai reușită transmisiune sportivă  | Cel mai reușit personaj de telenovelă              | Cel mai bun comentator de sport (Premiul Cristian Țopescu) | Cea mai populară vedetă TV | Cel mai sexi star TV | Cea mai sexi vedetă TV |
| ------------------------------ | ----------------------------------- | --------------------------- | ------------------------------------- | --------------------------------------------- | -------------------------------------- | -------------------------------------------------- | ---------------------------------------------------------- | -------------------------- | -------------------- | ---------------------- |
| Știrile PRO TV, PRO TV         | Robert Turcescu                     | Lacrimi de iubire, Acasă TV | Cronica Cârcotașilor, Prima TV        | Dansez pentru tine, PRO TV                    | Dinamo Kiev – Steaua București, PRO TV | Constantin Cotimanis (Varlam în Lacrimi de iubire) | Daniel Bontea și Marius Ancuța                             | Teo Trandafir              | Mircea Radu          | Simona Pătruleasa      |

| Cea mai bună emisiune de știri | Cel mai bun realizator de talk-show | Cel mai bun serial românesc | Cea mai bună emisiune de divertisment | Cea mai bună emisiune despre oameni obișnuiți | Cel mai bun reality-show      | Cel mai bun comentator de sport | Cel mai bun transfer al anului | Cel mai sexi star TV | Cea mai sexi vedetă TV |
| ------------------------------ | ----------------------------------- | --------------------------- | ------------------------------------- | --------------------------------------------- | ----------------------------- | ------------------------------- | ------------------------------ | -------------------- | ---------------------- |
| Știrile PRO TV, PRO TV         | Robert Turcescu                     | Trăsniți în NATO, Prima TV  | Cronica Cârcotașilor, Prima TV        | Dansez pentru tine, PRO TV                    | Trădați în dragoste, Prima TV | Radu Naum                       | Cătălin Măruță                 | Mircea Radu          | Simona Pătruleasa      |

| Cea mai bună emisiune de știri | Cel mai bun realizator de talk-show | Cel mai bun serial românesc | Cel mai bun serial de comedie românesc | Cea mai bună emisiune de divertisment | Cel mai bun reality-show | Cel mai bun comentator de sport | Cel mai bun transfer al anului | Cel mai sexi star TV | Cea mai sexi vedetă TV |
| ------------------------------ | ----------------------------------- | --------------------------- | -------------------------------------- | ------------------------------------- | ------------------------ | ------------------------------- | ------------------------------ | -------------------- | ---------------------- |
| Știrile PRO TV, PRO TV         | Radu Moraru                         | Inimă de țigan, Acasă TV    | Mondenii, Prima TV                     | Dansez pentru tine, PRO TV            | Super-nanny, Prima TV    | Radu Naum                       | Răzvan și Dani                 | Ștefan Bănică jr.    | Simona Pătruleasa      |

| Cea mai bună emisiune de știri | Cel mai bun realizator de talk-show | Cel mai bun serial românesc | Cea mai bună emisiune de divertisment | Cea mai bună emisiune-tabloid | Cel mai bun reality-show | Cel mai bun comentator de sport | Cel mai bun transfer al anului | Cel mai sexi star TV | Cea mai sexi vedetă TV |
| ------------------------------ | ----------------------------------- | --------------------------- | ------------------------------------- | ----------------------------- | ------------------------ | ------------------------------- | ------------------------------ | -------------------- | ---------------------- |
| Știrile PRO TV, PRO TV         | Radu Moraru                         | Regina, Acasă TV            | Divertis Mall, Antena 1               | Cireașa de pe tort, Prima TV  | Happy Hour, PRO TV       | Emil Grădinescu                 | Divertis                       | Ștefan Bănică jr.    | Mirela Zeța            |

| Cea mai bună emisiune de știri | Cel mai bun realizator de talk-show | Cel mai bun serial românesc | Cea mai bună emisiune de divertisment | Cea mai bună emisiune de satiră | Cea mai bună emisiune-tabloid | Cel mai bun reality-show     | Cel mai bun comentator de sport | Cel mai sexi star TV | Cea mai sexi vedetă TV |
| ------------------------------ | ----------------------------------- | --------------------------- | ------------------------------------- | ------------------------------- | ----------------------------- | ---------------------------- | ------------------------------- | -------------------- | ---------------------- |
| Știrile PRO TV, PRO TV         | Mihai Gâdea                         | Trăsniții, Prima TV         | Dansez pentru tine, PRO TV            | Cronica cârcotașilor, Prima TV  | Happy Hour, PRO TV            | Cireașa de pe tort, Prima TV | Emil Grădinescu                 | Radu Vâlcan          | Iulia Vântur           |

| Cea mai bună emisiune de știri | Cel mai bun talent-show | Cel mai bun serial românesc | Cea mai bună emisiune de divertisment | Cea mai bună emisiune de satiră | Cea mai bună emisiune-tabloid | Cel mai bun reality-show     | Cea mai populară vedetă TV | Cel mai sexi star TV | Cea mai sexi vedetă TV |
| ------------------------------ | ----------------------- | --------------------------- | ------------------------------------- | ------------------------------- | ----------------------------- | ---------------------------- | -------------------------- | -------------------- | ---------------------- |
| Știrile PRO TV, PRO TV         | Vocea României, PRO TV  | În derivă, HBO              | Vrei să fii milionar?, Kanal D        | Cronica cârcotașilor, Prima TV  | Happy Hour, PRO TV            | Cireașa de pe tort, Prima TV | Horia Brenciu              | Radu Vâlcan          | Iulia Vântur           |

| Cea mai bună emisiune de știri | Cel mai bun talent-show | Cel mai bun serial românesc | Cea mai bună emisiune de divertisment | Cea mai bună emisiune de satiră | Cea mai bună emisiune-tabloid | Cel mai bun show culinar | Cea mai bună emisiune de reportaje | Cea mai bună echipă de comentatori sportivi | Cel mai popular cuplu de prezentatori |
| ------------------------------ | ----------------------- | --------------------------- | ------------------------------------- | ------------------------------- | ----------------------------- | ------------------------ | ---------------------------------- | ------------------------------------------- | ------------------------------------- |
| Știrile PRO TV, PRO TV         | Vocea României, PRO TV  | Pariu cu viața, PRO TV      | Te cunosc de undeva!, Antena 1        | Cronica cârcotașilor, Prima TV  | Happy Hour, PRO TV            | Masterchef, PRO TV       | România, te iubesc!, PRO TV        | Digi Sport                                  | Răzvan și Dani                        |

| Cea mai bună emisiune de știri | Cel mai bun talent-show | Cel mai bun serial românesc | Cea mai bună emisiune de divertisment | Cea mai bună emisiune de satiră | Cea mai bună emisiune-tabloid | Cel mai bun show culinar | Cel mai bun reality-show          | Cea mai bună revenire | Cel mai popular cuplu de prezentatori |
| ------------------------------ | ----------------------- | --------------------------- | ------------------------------------- | ------------------------------- | ----------------------------- | ------------------------ | --------------------------------- | --------------------- | ------------------------------------- |
| Știrile PRO TV, PRO TV         | Vocea României, PRO TV  | Las Fierbinți, PRO TV       | Te cunosc de undeva!, Antena 1        | Apropo TV, PRO TV               | La Măruță, PRO TV             | Masterchef, PRO TV       | Mireasă pentru fiul meu, Antena 1 | Teo Trandafir         | Smiley și Pavel Bartoș                |

| Cel mai bun talent-show | Cea mai bună emisiune de divertisment | Cea mai bună emisiune de satiră | Cea mai bună emisiune-tabloid | Cel mai bun show culinar | Cel mai bun reality-show | Cea mai populară vedetă TV | Cel mai popular cuplu de prezentatori | Cea mai bună echipă de comentatori sportivi |
| ----------------------- | ------------------------------------- | ------------------------------- | ----------------------------- | ------------------------ | ------------------------ | -------------------------- | ------------------------------------- | ------------------------------------------- |
| Vocea României, Pro TV  | Te cunosc de undeva!, Antena 1        | Apropo TV, Pro TV               | La Măruță, Pro TV             | Masterchef, Pro TV       | Ochii din umbră, Kanal D | Andra                      | Smiley și Pavel Bartoș                | Eurosport                                   |

| Cea mai bună emisiune de știri | Cel mai bun talent-show | Cel mai bun serial românesc | Cel mai bun show de divertisment | Cea mai bună emisiune de satiră | Cel mai bun show culinar | Cel mai bun reality-show | Cea mai populară vedetă de televiziune | Cel mai popular prezentator | Cel mai bun jurat |
| ------------------------------ | ----------------------- | --------------------------- | -------------------------------- | ------------------------------- | ------------------------ | ------------------------ | -------------------------------------- | --------------------------- | ----------------- |
| Știrile PRO TV, PRO TV         | Vocea României, PRO TV  | Las Fierbinți, PRO TV       | Te cunosc de undeva!, Antena 1   | Apropo TV, PRO TV               | Masterchef, PRO TV       | Visuri la cheie, PRO TV  | Delia                                  | Pavel Bartoș                | Horia Brenciu     |

| Cea mai bună emisiune de știri | Cel mai bun talent-show | Cel mai bun serial românesc | Cel mai bun show de divertisment | Cea mai bună emisiune concurs | Cea mai bună emisiune culinară | Cel mai bun reality-show | Cea mai bună emisiune de divertisment de zi | Cea mai populară vedetă de televiziune | Cel mai bun jurat |
| ------------------------------ | ----------------------- | --------------------------- | -------------------------------- | ----------------------------- | ------------------------------ | ------------------------ | ------------------------------------------- | -------------------------------------- | ----------------- |
| Știrile PRO TV, PRO TV         | Vocea României, PRO TV  | Las Fierbinți, PRO TV       | Te cunosc de undeva!, Antena 1   | Câștigă România!, TVR 2       | Chefi la cuțite, Antena 1      | Visuri la cheie, PRO TV  | Neatza cu Răzvan și Dani, Antena 1          | Smiley                                 | Horia Brenciu     |

| Cea mai bună emisiune de știri | Cel mai bun talent-show | Cel mai bun serial românesc | Cel mai bun show de divertisment | Cea mai bună emisiune concurs | Cea mai bună emisiune culinară | Cel mai bun reality-show | Cea mai bună emisiune de divertisment de zi | Cel mai bun show de aventură | Cel mai bun jurat |
| ------------------------------ | ----------------------- | --------------------------- | -------------------------------- | ----------------------------- | ------------------------------ | ------------------------ | ------------------------------------------- | ---------------------------- | ----------------- |
| Știrile PRO TV, PRO TV         | Vocea României, PRO TV  | Las Fierbinți, PRO TV       | Te cunosc de undeva!, Antena 1   | Ce spun românii, PRO TV       | Chefi la cuțite, Antena 1      | Visuri la cheie, PRO TV  | Neatza cu Răzvan și Dani, Antena 1          | Exatlon, Kanal D             | Tudor Chirilă     |

| Cea mai bună emisiune de știri | Cel mai bun talent-show | Cel mai bun serial românesc | Cea mai bună emisiune de divertisment | Cea mai bună emisiune concurs | Cel mai bun show culinar  | Cel mai bun reality-show | Cea mai bună emisiune de divertisment de zi | Cea mai bună emisiune de reportaje | Cel mai bun jurat |
| ------------------------------ | ----------------------- | --------------------------- | ------------------------------------- | ----------------------------- | ------------------------- | ------------------------ | ------------------------------------------- | ---------------------------------- | ----------------- |
| Știrile PRO TV, PRO TV         | Vocea României, PRO TV  | Vlad, PRO TV                | Te cunosc de undeva!, Antena 1        | Ce spun românii, PRO TV       | Chefi la cuțite, Antena 1 | Asia Express, Antena 1   | Neatza cu Răzvan și Dani, Antena 1          | România, te iubesc!, PRO TV        | Smiley            |

| Cea mai bună emisiune de știri | Cel mai bun talent-show   | Cel mai bun serial românesc | Cea mai bună emisiune de divertisment | Cea mai bună emisiune concurs | Cel mai bun show culinar  | Cel mai bun reality-show cu celebrități | Cel mai bun reality-show cu oameni obișnuiți | Cea mai bună emisiune de divertisment de zi | Cea mai bună emisiune de interviuri-portret |
| ------------------------------ | ------------------------- | --------------------------- | ------------------------------------- | ----------------------------- | ------------------------- | --------------------------------------- | -------------------------------------------- | ------------------------------------------- | ------------------------------------------- |
| Știrile PRO TV, PRO TV         | Românii au talent, PRO TV | Vlad, PRO TV                | Te cunosc de undeva!, Antena 1        | Câștigă România!, TVR 2       | Chefi la cuțite, Antena 1 | Asia Express, Antena 1                  | Visuri la cheie, PRO TV                      | Vorbește lumea, PRO TV                      | Mic-dejun cu un campion, TVR 2              |

| Cea mai bună emisiune de știri | Cel mai bun show culinar  | Cea mai bună emisiune de divertisment de zi | Cea mai bună emisiune concurs | Cel mai bun serial românesc | Cel mai bun reality-show cu oameni obișnuiți | Cel mai bun reality-show cu celebrități | Cel mai bun reality-show matrimonial | Cea mai bună emisiune de interviuri-portret | Cea mai bună emisiune de divertisment | Cel mai bun talent-show   |
| ------------------------------ | ------------------------- | ------------------------------------------- | ----------------------------- | --------------------------- | -------------------------------------------- | --------------------------------------- | ------------------------------------ | ------------------------------------------- | ------------------------------------- | ------------------------- |
| Știrile PRO TV, PRO TV         | Chefi la cuțite, Antena 1 | Neatza cu Răzvan și Dani, Antena 1          | Ce spun românii, PRO TV       | Las Fierbinți, PRO TV       | Visuri la cheie, PRO TV                      | Asia Express, Antena 1                  | Căsătoriți pe nevăzute, PRO TV       | 40 de întrebări cu Denise Rifai, Kanal D    | Te cunosc de undeva!, Antena 1        | Românii au talent, PRO TV |

| Cea mai bună emisiune de știri | Cel mai bun show culinar  | Cea mai bună emisiune de divertisment de zi | Cea mai bună emisiune concurs | Cel mai bun serial românesc | Cel mai bun reality-show cu oameni obișnuiți | Cel mai bun reality-show cu celebrități | Cea mai bună emisiune de interviuri-portret | Cea mai bună emisiune de divertisment | Cel mai bun talent-show   |
| ------------------------------ | ------------------------- | ------------------------------------------- | ----------------------------- | --------------------------- | -------------------------------------------- | --------------------------------------- | ------------------------------------------- | ------------------------------------- | ------------------------- |
| Știrile PRO TV, PRO TV         | Chefi la cuțite, Antena 1 | Neatza cu Răzvan și Dani, Antena 1          | Tu urmezi, Kanal D            | Las Fierbinți, PRO TV       | Visuri la cheie, PRO TV                      | Survivor România, PRO TV                | 40 de întrebări cu Denise Rifai, Kanal D    | Te cunosc de undeva!, Antena 1        | Românii au talent, PRO TV |

| Cea mai bună emisiune de știri | Cel mai bun show culinar  | Cea mai bună emisiune de divertisment de zi | Cea mai bună emisiune concurs | Cel mai bun serial românesc | Cel mai bun reality-show matrimonial | Cel mai bun reality-show cu oameni obișnuiți | Cel mai bun reality-show cu celebrități | Cea mai bună emisiune de interviuri-portret | Cea mai bună emisiune de divertisment | Cel mai bun talent-show   | Cel mai popular podcast cu vedete | Cel mai vizibil influencer la tv | Cea mai activă vedetă tv în online |
| ------------------------------ | ------------------------- | ------------------------------------------- | ----------------------------- | --------------------------- | ------------------------------------ | -------------------------------------------- | --------------------------------------- | ------------------------------------------- | ------------------------------------- | ------------------------- | --------------------------------- | -------------------------------- | ---------------------------------- |
| Știrile PRO TV, PRO TV         | Chefi la cuțite, Antena 1 | Neatza cu Răzvan și Dani, Antena 1          | Batem Palma?, PRO TV          | Clanul, PRO TV              | Insula iubirii, Antena 1             | Visuri la cheie, PRO TV                      | America Express, Antena 1               | 40 de întrebări cu Denise Rifai, Kanal D    | Te cunosc de undeva!, Antena 1        | Românii au talent, PRO TV | Andi Moisescu                     | Alina Ceușan                     | Andreea Mantea                     |

| Cea mai bună emisiune de știri | Cel mai bun show culinar | Cea mai bună emisiune de divertisment de zi | Cea mai bună emisiune concurs | Cel mai bun serial românesc | Cel mai bun reality-show | Cel mai bun reality-show cu vedete | Cea mai bună emisiune de divertisment | Cel mai bun talent-show | Cel mai popular podcast cu vedete | Cel mai vizibil influencer la tv | Cea mai activă vedetă tv în online | Cel mai bun talk-show de sport | Cea mai bună emisiune transmisă și la tv, și digital |
| ------------------------------ | ------------------------ | ------------------------------------------- | ----------------------------- | --------------------------- | ------------------------ | ---------------------------------- | ------------------------------------- | ----------------------- | --------------------------------- | -------------------------------- | ---------------------------------- | ------------------------------ | ---------------------------------------------------- |
| Știrile Pro TV, Pro TV         | Masterchef, Pro TV       | Neatza cu Răzvan și Dani, Antena 1          | The Floor, Kanal D            | Clanul, Pro TV              | Insula iubirii, Antena 1 | America Express, Antena 1          | Te cunosc de undeva!, Antena 1        | Vocea României, Pro TV  | Mihai Bobonete                    | Smiley                           | Theo Rose                          | Fotbal Show, Prima Sport       | Doctor de bine, Pro TV                               |